# Склопиви кајак
Склопиви кајак, је врста врста спортског кајака, настала 1905 године. Конструисао га је Немац Алфред Хојрих и спустио се по реци Изар, од Бад Телца до Минхена, док је вода у њој биа висока. 
Костур кајака био је од бамбусовине, а пресвлака од грубог шаторског платна, које се пре вожње морало добро поквасити и затегнути
да би донекле било непропустиво. Касније се употребом нових материјала, нарочито вишеслојног гумираног платна, непропустљивост пресвлаке била је веома побољшана, а уместо бамбусовине почела се за градњу костура употребљавати јасеновина. Такав костур имао је 7 до 11 попречних ребара и 6 до 12 уздужних летвица. С већим бројем ребара постиже се чврстоћа и крутост, а с већим уздужних летвица, боља линија чамца.
Ознака за склопиви кајак била је Ф-1(кајак једносед), а Ф-2 (кајак двосед). Стандардне дужине склопивог кајака су биле:
- Ф-1 спортски једносед: дужина 4,55 м, а ширина 0,65 м
- Ф-1 туристички једносед: дужина 4,20 м, а ширина 0,71 м
- Ф-2 спортски двосед: дужина 5,50 м, а ширина 0,75 м
- Ф-2 туристички двосед: дужина 5,20 м, а ширина 0,80 до 0,90 м

Године 1953. уведене су нове обавезне димензије за склопиве кајаке за Ф-1, а кајаци Ф-2 отпали су као категорија за такмичење. 
За слалом склопиви кајак је морао бити дуг најмање 4 м и широк најмање 0,60 м, а за спуст дуг најмање 4,50 м, а широк најмање 0,60 м.
Даљим побољшањем конструкције тих чамаца повећале су се разлике између склопивих чамаца за слалом и оних за спуст, а усавршила маневарска средства. Чамци за слалом су због подигнутих крајева имали кратку водну линију, а уз то пљоснато дно, мању брзину, а већу окретљивост.
Склопиви кајаци се 1963. последњи пут појављују на светском првенству , уступајући место новој категорији крутих чамаца.

## Занимљивост
Један од највећих подухвата гуменим кајаком је пут поморског капетана Немца Ф. Ромера, који је 1929. у свом чамцу (Клепер) дугом 6 м прешао Атлантик од Шпаније до острва Бермуда, али је на путу до Њујорка погинуо.